# Avtomatiziran parkirni sistem
Avtomatiziran ali osamodejen parkirni sistem je računalniško voden sistem, ki vsebuje transportne naprave za parkiranje in prevzetje avtomobilov brez potrebe po človeški prisotnosti. Ključna rešitev je ustvariti parkirna mesta v nadstropjih, v višino ali pod zemljo. Z mehanskim parkirnim sistemom je lahko izkoriščen ves prostor, nad in pod zemljo. Parkirni sistemi so nameščeni v bližini stanovanj in stanovanjskih naselij z ustreznimi parkirnimi rešitvami. Poseben poudarek je tudi na tako imenovanem zelenem parkiranju, ki temelj na vrednotah:
- Manj površine
- Manj prometa
- Manj izpustov CO2
- Več inovativnih idej za parkiranje

## Vrste samodejnih parkirnih sistemov
- Nivojski sistemi
- Večnivojski sistem
- Parkirni stolpi
- Predstavitveni sistemi
- Avtodvigala
- Dvižne plošladi
- Puzzle sistem
- Drsne ploščadi

## Delovanje samodejnih parkirnih sistemov
Parkirni proces je preprost, varen in udoben za voznika. Ker poznamo več različnih vrst robotskih parkirnih sistemov, bom temeljit opis prikazal samo na enem:
Avto ustavimo in pritisnemo tipko na avtomat, kateri nam natisne kodirano kartico. Nad rampo imamo zaslon kateri nam pokaže na kateri glavni vhod v garažno hišo moramo zapeljati in kateri je prost. Ko pridemo v ta prost prostor nas pričaka spet robotizacija. In sicer nam na zaslonu piše kaj moramo vse narediti preden izstopimo iz avta (od tega da pritisnemo ročno zavora, do tega da napiše ;izstopite iz avtomobila). Tukaj se vso človeško delo konča. Sistem nato avto zavrti in s pomočjo horizontalnega transporta zapusti ta prostor in odpelje avto v glavni prostor – v notranjost. Tukaj se avto najprej vrti po rotacijskem obroču do dvižnega dvigala, ki je sestavljen iz ploščadi in verig. Avto nato dvigne po vertikalnem transportu in ga nato ponovno s horizontalnim prenosom odpelje na prosto mesto. Postopek se ponovi, ko človek pride nazaj in s kodirano kartico prikliče svoj avto, kateri ga pričaka v enem izmed vhodov/izhodov.

## Prednosti
- Varno in preprosto; brez poškodb avtomobila in stavb
- Uporabnik prihrani čas, denar in gorivo; nič iskanja avtomobila
- Okolju bolj prijazno; minimizacija onesnaževanja
- Modernizacija
- Varčnost z energijo
- Nizka stopnja hrupnosti
- Nezahtevno vzdrževanje
- Hitrost
- Enostavno upravljanje
- Brez kraj in vandalizma
- Zmanjša strese pri ljudeh
- Nič več hoje po stopnicah gor in dol, ali čakanja na dvigalo

## Slabosti
Slabost je možnost izpada elektrike, čeprav skoraj vsi ponudniki robotskih sistemov nudijo poleg tudi alternativni generator elektrike. Začetni stroški so nekoliko višji kot pa pri klasičnem sistemu.

## Razvoj
Prvi zametki sistemov segajo globoko v prejšnje stoletje, toda pravi razcvet je parkirni sistem doživel v zadnjih dveh desetletjih. Danes na svetu obstaja ogromno proizvajalcev in distributerjev avtomatskih robotskih parkirnih sistemov, po svetu jih je v uporabi več kot 5000. V rojstnem kraju Volkswagna, Wolfsburgu, stoji najbolj znana izmed robotskih garaž. V dveh 60 metrov visokih parkirnih stolpih v kompleksu Autostadt robotska dvigala in tekoči trakovi pripeljejo avtomobile neposredno iz sosednje tovarne po podzemnem tunelu v garažo. Ko pride kupec po svoj avtomobil, mu ga dvigalo pripelje.